# Missões diplomáticas da Eslováquia

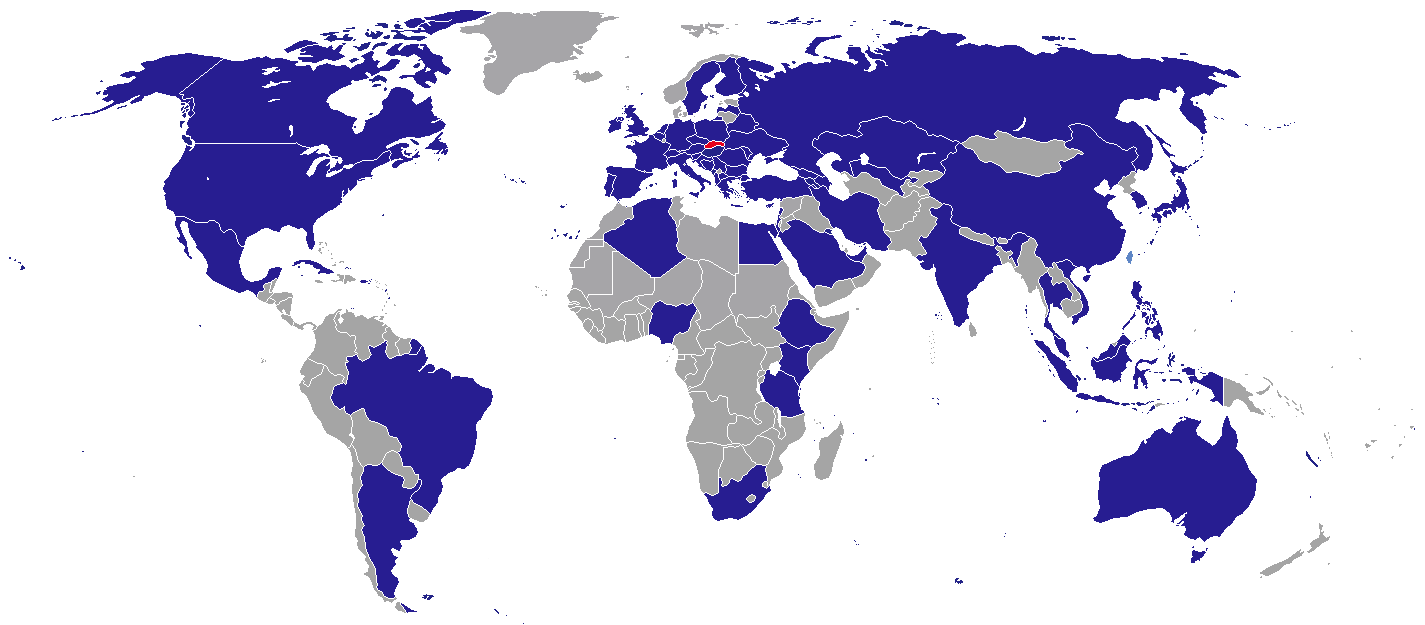
Países com embaixadas eslovacas

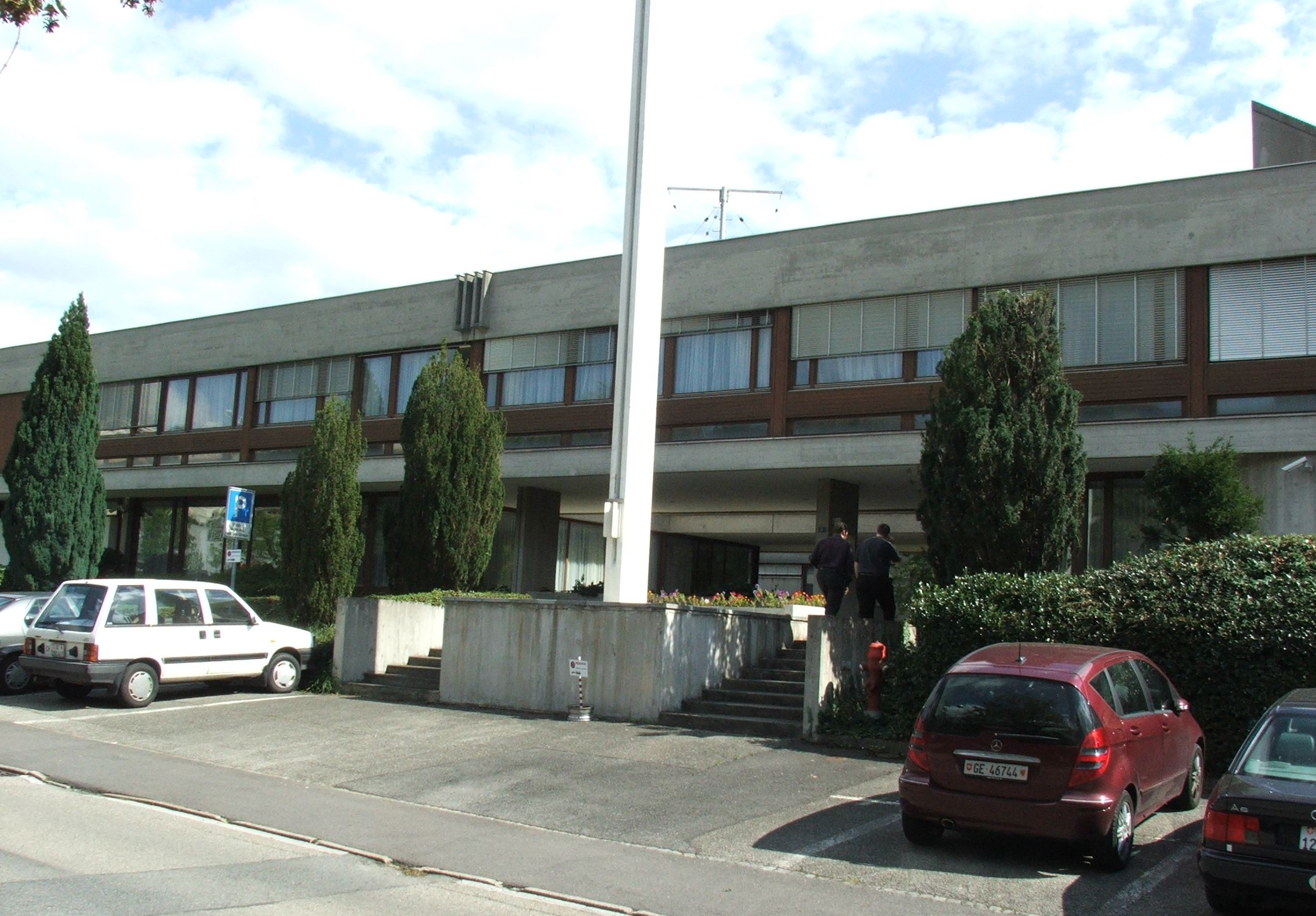
Missão Permanente da Eslováquia ante as Nações Unidas em Genebra.

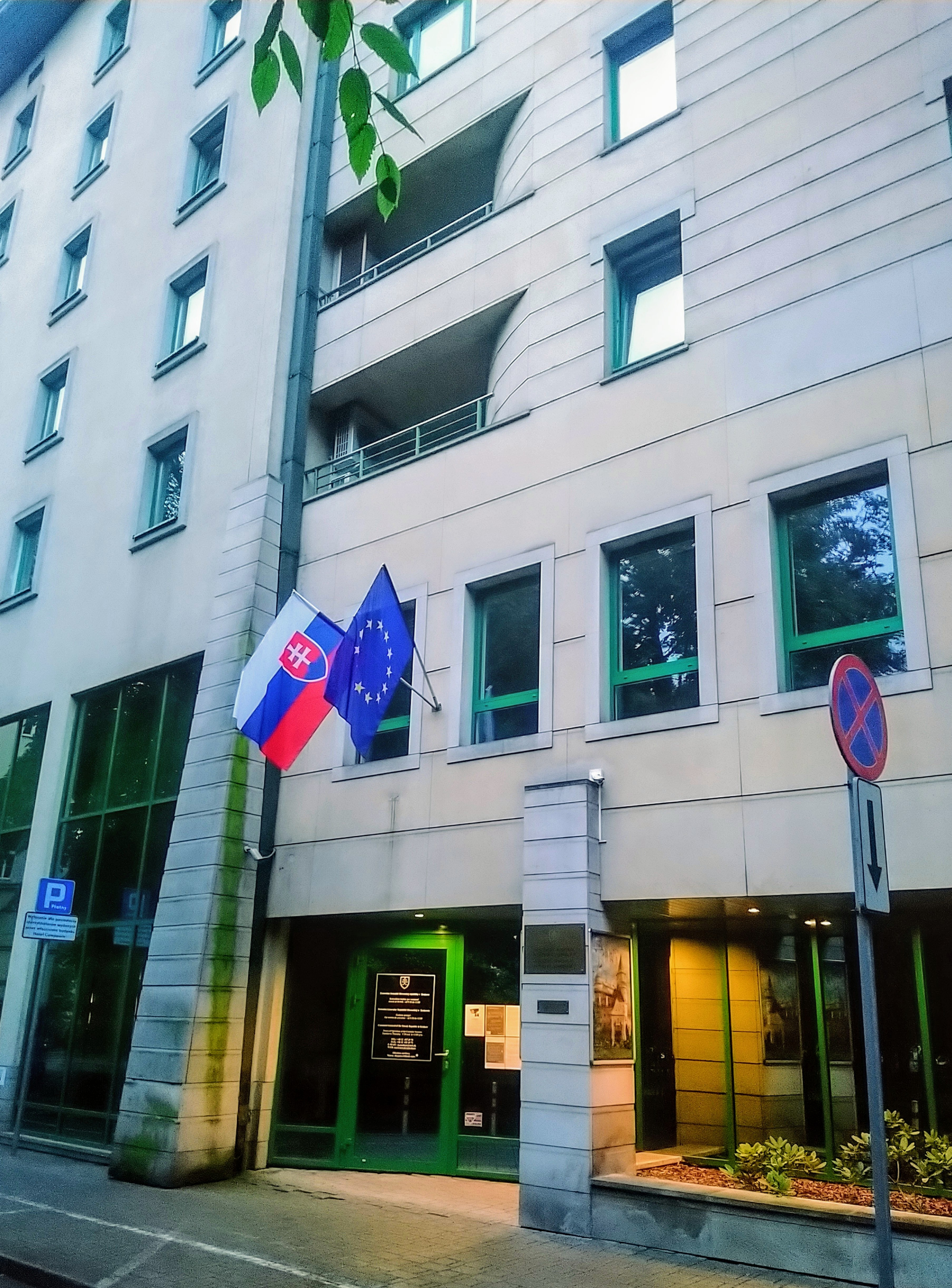
Consulado Geral da Eslováquia em Cracóvia

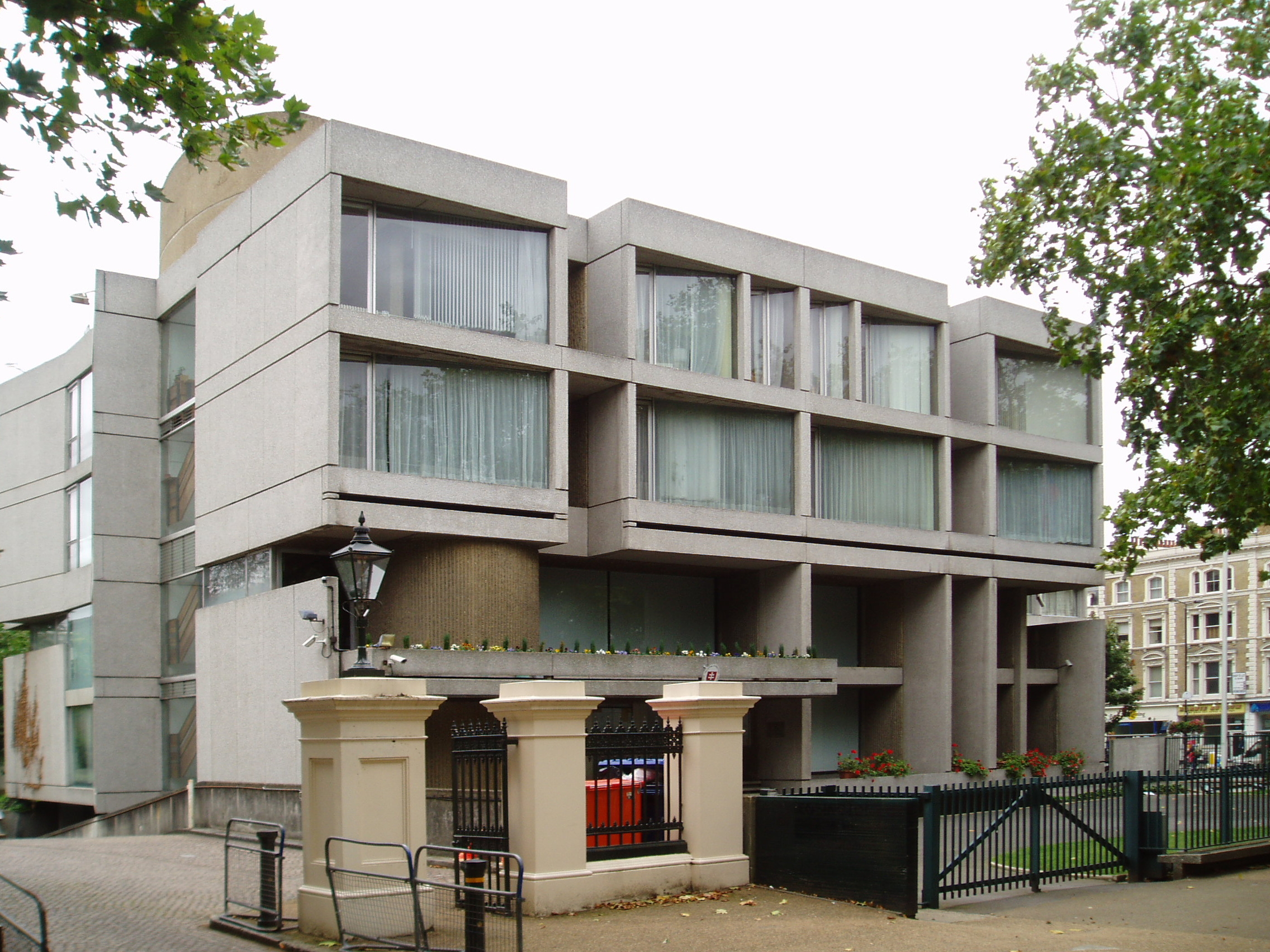
Embaixada da Eslováquia em Londres.

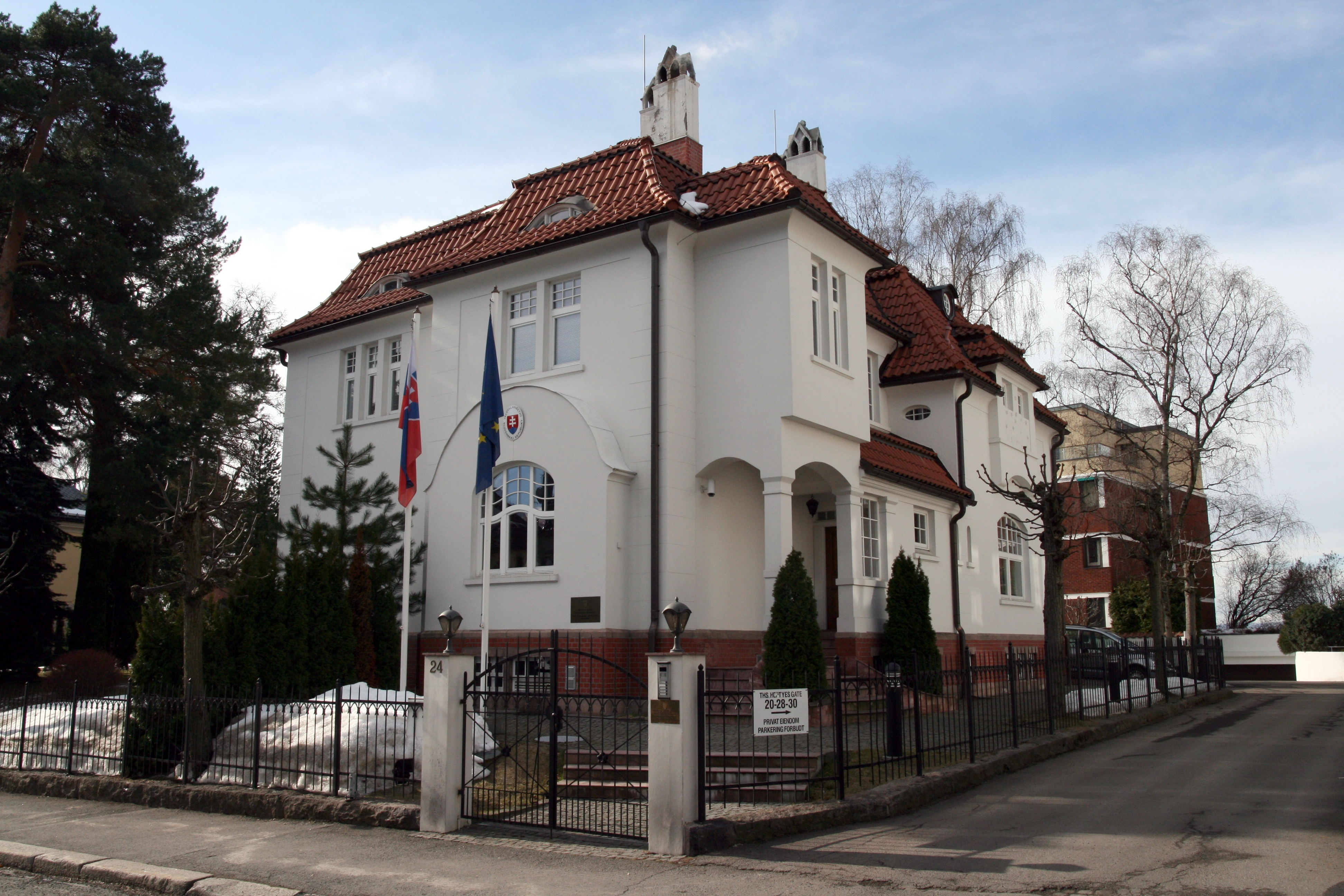
Embaixada da Eslováquia em Oslo.

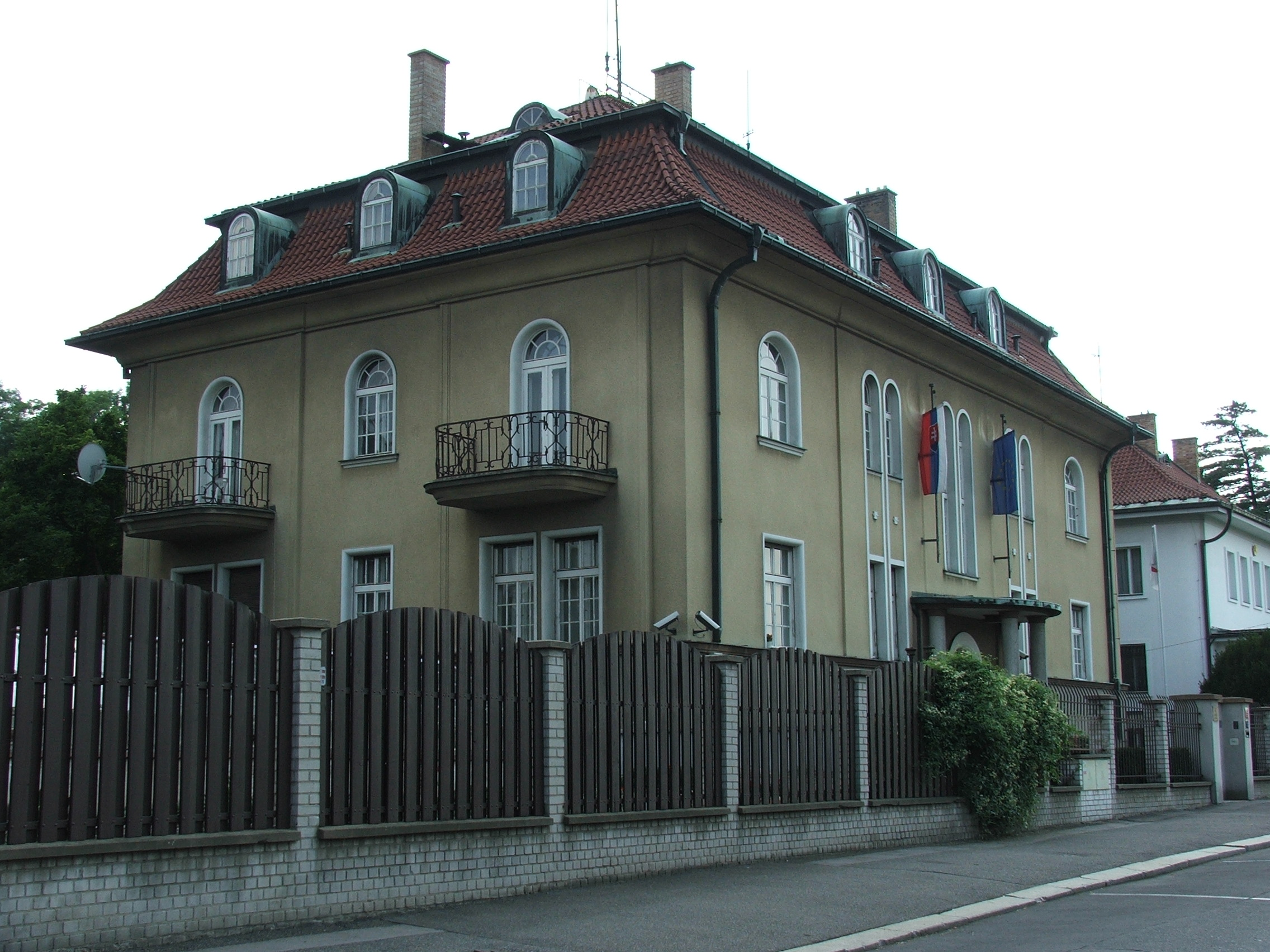
Embaixada da Eslováquia em Praga.

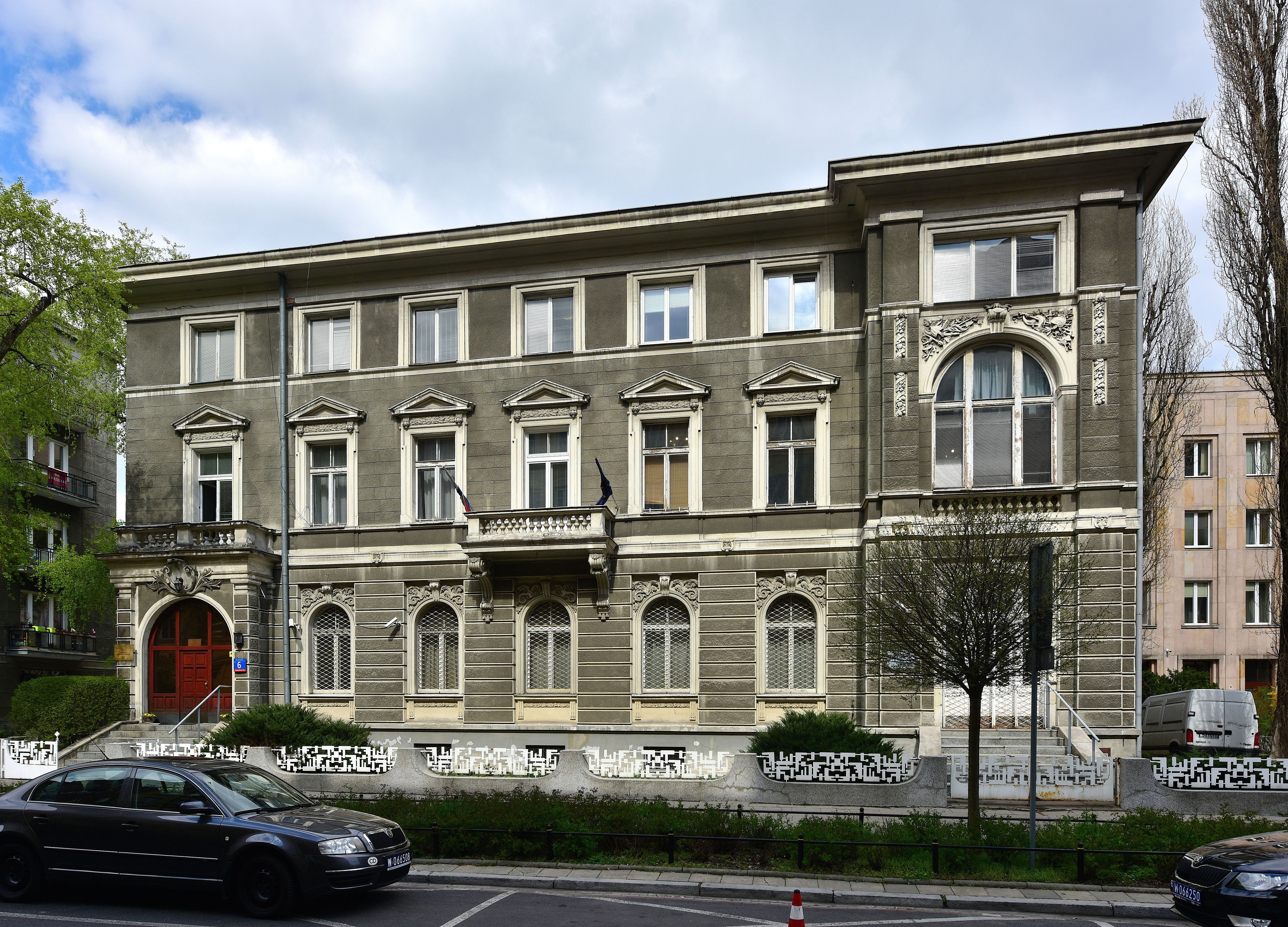
Embaixada da Eslováquia em Varsóvia.

Abaixo se encontram as embaixadas e consulados da Eslováquia:

## Europa
- Alemanha
  - Berlim (Embaixada)
  - Bona (Escritório Consular)
  - Munique (Consulado-Geral)
- Áustria
  - Viena (Embaixada)
- Bélgica
  - Bruxelas (Embaixada)
- Bielorrússia
  - Minsk (Embaixada)
- Bósnia e Herzegovina
  - Sarajevo (Embaixada)
- Bulgária
  - Sófia (Embaixada)
- Chipre
  - Nicósia (Embaixada)
- Croácia
  - Zagreb (Embaixada)
- Dinamarca
  - Copenhague (Embaixada)
- Eslovênia
  - Liubliana (Embaixada)
- Espanha
  - Madrid (Embaixada)
- Finlândia
  - Helsinque (Embaixada)
- França
  - Paris (Embaixada)
- Grécia
  - Atenas (Embaixada)
- Hungria
  - Budapeste (Embaixada)
- Irlanda
  - Dublin (Embaixada)
- Itália
  - Roma (Embaixada)
- Letônia
  - Riga (Embaixada)
- Noruega
  - Oslo (Embaixada)
- Países Baixos
  - Haia (Embaixada)
- Polónia
  - Varsóvia (Embaixada)
  - Cracóvia (Consulado-Geral)
- Portugal
  - Lisboa (Embaixada)
- Reino Unido
  - Londres (Embaixada)
- Chéquia
  - Praga (Embaixada)
  - Brno (Consulado-Geral)
- Roménia
  - Bucareste (Embaixada)
- Rússia
  - Moscou (Embaixada)
  - São Petersburgo (Consulado-Geral)
- Vaticano
  - Vaticano (Embaixada)
- Sérvia
  - Belgrado (Embaixada)
- Suécia
  - Estocolmo (Embaixada)
- Suíça 
  - Berna (Embaixada)
- Ucrânia
  - Kiev (Embaixada)
  - Uzhhorod (Consulado-Geral)

## América

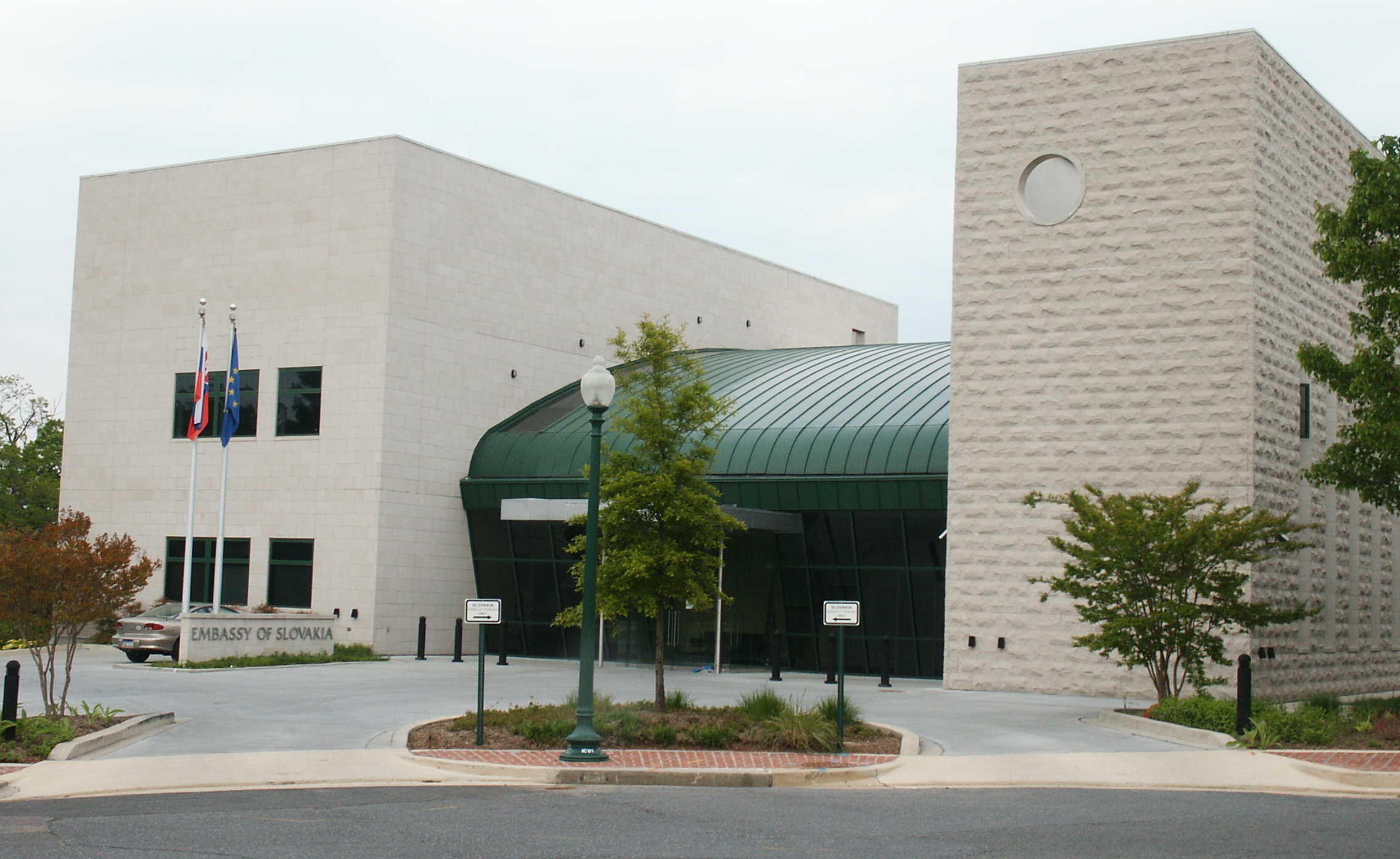
Embaixada da Eslováquia em Washington, D.C.

- Argentina
  - Buenos Aires (Embaixada)
- Brasil
  - Brasília (Embaixada)
- Canadá
  - Ottawa (Embaixada)
- Cuba
  - Havana (Embaixada)
- Estados Unidos
  - Washington, D.C. (Embaixada)
  - Los Angeles (Consulado-Geral)
  - Nova Iorque (Consulado-Geral)
- México
  - Cidade do México (Embaixada)

## Oriente Médio
- Irão
  - Teerã (Embaixada)
- Iraque
  - Bagdá (Embaixada)
- Israel
  - Tel Aviv (Embaixada)
- Kuwait
  - Kuwait (Embaixada)
- Síria
  - Damasco (Embaixada)
- Turquia
  - Ancara (Embaixada)
  - Istambul (Consulado-Geral)

## África
- África do Sul
  - Pretória (Embaixada)
- Egito
  - Cairo (Embaixada)
- Etiópia
  - Addis Abeba (Embaixada)
- Líbia
  - Trípoli (Embaixada)
- Nigéria
  - Abuja (Embaixada)
- Quênia
  - Nairóbi (Embaixada)

## Ásia

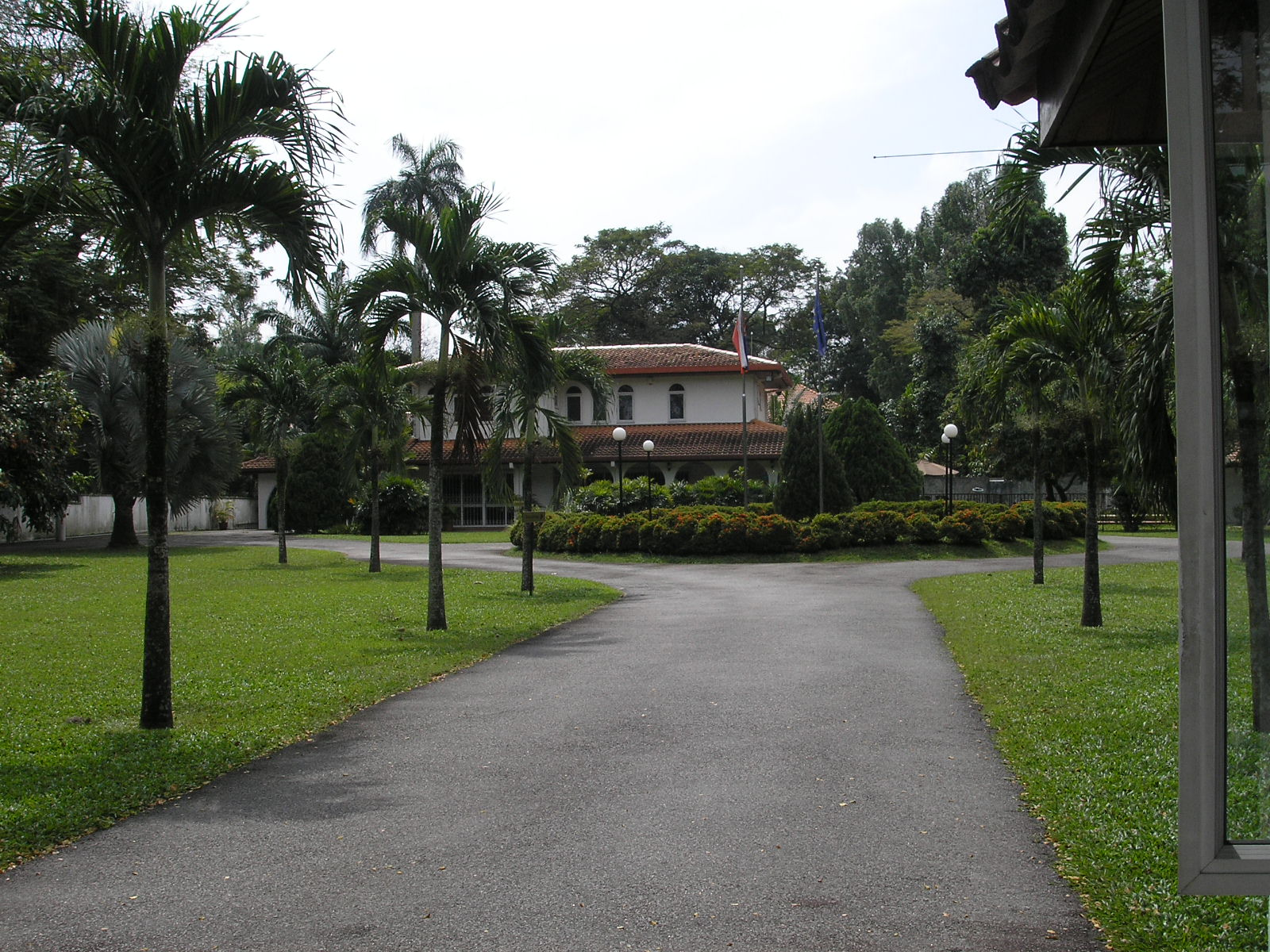
Embaixada da Eslováquia em Kuala Lumpur.

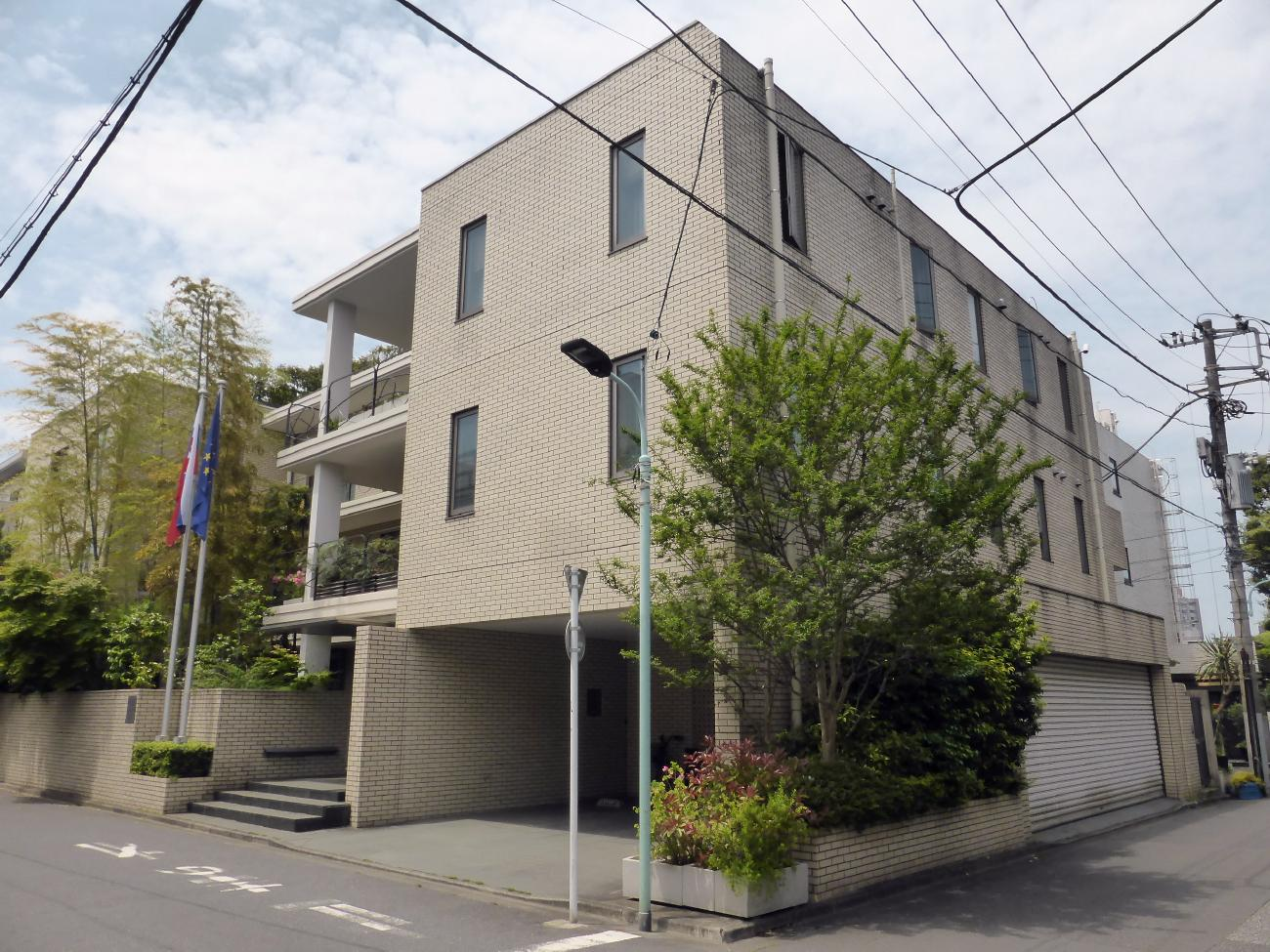
Embaixada da Eslováquia em Tóquio.

- China
  - Pequim (Embaixada)
  - Xangai (Consulado-Geral)
- Coreia do Sul
  - Seul (Embaixada)
- Índia
  - Nova Deli (Embaixada)
- Indonésia
  - Jacarta (Embaixada)
- Japão
  - Tóquio (Embaixada)
- Cazaquistão
  - Astana (Embaixada)
- Malásia
  - Kuala Lumpur (Embaixada)
- Tailândia
  - Bangkok (Embaixada)
- Taiwan
  - Taipei (Centro Cultural)
- Uzbequistão
  - Tashkent (Embaixada)

## Oceania
- Austrália
  - Camberra (Embaixada)

## Organizações Multilaterais
- - Bruxelas (Missão Permanente do país ante a União Europeia e OTAN)
  - Estrasburgo (Missão Permanente do país ante o Conselho da Europa)
  - Genebra (Missão Permanente do país ante as Nações Unidas e outras organizações internacionais)
  - Nairóbi (Missão Permanente do país ante as Nações Unidas e outras organizações internacionais)
  - Nova Iorque (Missão Permanente do país ante as Nações Unidas)
  - Paris (Missão Permanente do país ante a OCDE e Unesco)
  - Roma (Missão Permanente do país ante a Organização das Nações Unidas para Agricultura e Alimentação)
  - Viena (Missão Permanente do país ante as Nações Unidas)